# The Letter (1940)
The Letter is een film noir uit 1940 onder regie van William Wyler. De film is gebaseerd op een toneelstuk van W. Somerset Maugham, dat in 1927 te zien was in Londen. De film werd in 1929 ook gemaakt onder regie van Jean de Limur. In die Oscargenomineerde versie hadden Jeanne Eagles en Reginald Owen de hoofdrollen. De film werd in 1947 opnieuw gemaakt onder de titel The Unfaithful. In die film had Ann Sheridan de hoofdrol.
The Letter kreeg zeven Oscarnominaties, maar won er geen. Naast een nominatie voor Beste Film, kreeg de film ook nominaties voor Beste Regisseur (Wyler), Beste Actrice (Davis), Beste Mannelijke Bijrol (Stephenson), Beste Camerawerk, Beste Montage en Beste Originele Muziek.
Het einde van de film verschilt van het einde van het toneelstuk, omdat Production Code niet toestond dat een persoon weg zou komen met overspel en moord.

## Verhaal
Wanneer Leslie Crosbie in koelen bloede een man doodschiet, vertelt ze haar man dat deze zich tegen haar opdrong en ze dit puur uit zelfverdediging deed. Haar advocaat merkt al gauw dat er iets niet klopt aan haar verhaal. Wanneer er dan ook een machtige vrouw van Aziatische afkomst een brief van haar bezit waarin ze de man eerder die dag had uitgenodigd naar haar huis en schreef over hun affaire, ontdekt de advocaat op die manier dat Leslie een affaire had met de man en deze met opzet doodschoot. De advocaat heeft gemengde gevoelens over de brief, maar besluit haar desondanks te blijven verdedigen. Wanneer de Aziatische vrouw een grote som geld eist in ruil voor de brief, zal Leslie haar man de waarheid moeten vertellen om de brief met zijn geld te kunnen kopen.

## Rolverdeling
| Acteur           | Personage      |
| ---------------- | -------------- |
| Bette Davis      | Leslie Crosbie |
| Herbert Marshall | Robert Crosbie |
| James Stephenson | Howard Joyce   |
| Frieda Inescort  | Dorothy Joyce  |
| Gale Sondergaard | Mrs. Hammond   |